# A Pleasant Shade of Gray
A Pleasant Shade of Gray — концептуальный альбом американской прогрессив-метал группы Fates Warning, выпущенный в 1997 году на лейбле Metal Blade Records. Альбом содержит одну композицию, разделенную на 12 частей. В конце последнего трека, после некоторого промежутка тишины раздается звук будильника.

## Об альбоме
Создатели альбома выражают особую благодарность своему старому басисту Джо ДиБэйсу, который покинул группу ещё в 1995 году, таким образом, данный альбом — первый альбом Fates Warning без его участия. В 2007 году альбом был переиздан на лейбле Metal Blade Europe. Переиздание включает видеозапись живого исполнения группой всех частей A Pleasant Shade of Gray, которое ранее выходило только на VHS.
A Pleasant Shade of Gray сочетает в себе элементы металла и нью-эйджа. Лирика альбома вращается вокруг саморефлексии и сожаления. И музыка, и тексты были полностью написаны гитаристом и лидером группы Джимом Матеосом. Этот альбом является его первой совместной работой с басистом группы Armored Saint Джоем Верой (который играл на безладовом басе в частях IV и IX). Значительный вклад в создание альбома сделал бывший клавишник Dream Theater Кевин Мур. Это альбом не рассчитан на широкую публику и более сложен для восприятия, чем предыдущие работы Fates Warning. Меломаны сходятся во мнении, что A Pleasant Shade of Gray нужно прослушать несколько раз, чтобы понять его, отсюда и столь противоречивые отзывы об альбоме от критиков и поклонников группы.

## Список композиций
Автором слов и музыки является Джим Матеос
1. "Part I" 1:53
2. "Part II" 3:25
3. "Part III" 3:53
4. "Part IV" 4:26
5. "Part V" 5:24
6. "Part VI" 7:28
7. "Part VII" 4:51
8. "Part VIII" 3:31
9. "Part IX" 4:45
10. "Part X" 1:19
11. "Part XI" 3:34
12. "Part XII" 9:08

## Участники записи
- Рэй Олдер — вокал
- Джим Матеос — гитары и гитарный синтезатор
- Джой Вера — бас-гитара
- Марк Зондер — ударные
- Кевин Мур — клавишные

## Сноски
1. ↑  Профессиональная рецензия  (англ.). allmusic.com. Архивировано из оригинала 23 марта 2013 года.
2. 1 2  Официальный сайт группы  (англ.). fateswarning.com. Архивировано из оригинала 23 марта 2013 года.